# Storo

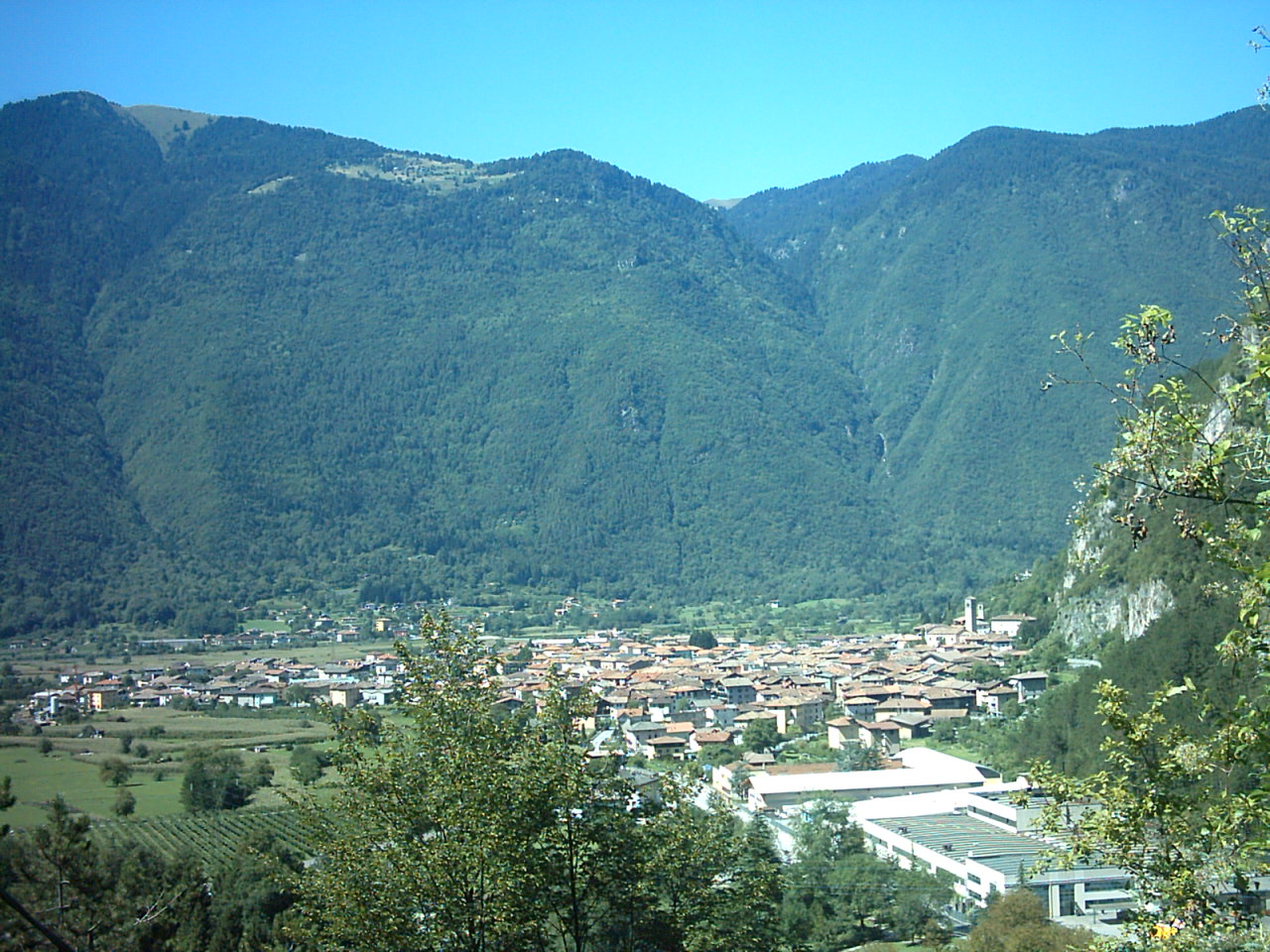
Storo (von Osten)

Storo ist eine italienische Gemeinde (comune) mit 4482 Einwohnern (Stand 31. Dezember 2023) in der Provinz Trient in der Region Trentino-Südtirol. Die Gemeinde liegt etwa 48 Kilometer südwestlich von Trient am Chiese und grenzt unmittelbar an die Provinz Brescia. Storo ist Teil der Talgemeinschaft Comunità delle Giudicarie.

## Geschichte
Die Orte in der Gemeinde werden zwischen 1000 und 1200 erstmals urkundlich erwähnt. Aus dem Gemeindegebiet stammt auch die Grafenfamilie von Lodron, wie der Name des Ortsteils Lodrone zeigt.
Im Dritten Italienischen Unabhängigkeitskrieg von 1866 kam es zu den Schlachten von Ponte Caffaro und von Lodrone, die auch das Gemeindegebiet betrafen.

## Verkehr
Durch die Gemeinde führt die Strada Statale 237 del Caffaro von Brescia am westlichen Ufer des Idrosees vorbei nach Sarche im Valle dei Laghi. In Storo endet auch die von Rovereto kommende Strada Statale 240 di Loppio e Val di Ledro.

## Gemeindepartnerschaft
Storo unterhält eine Partnerschaft mit der litauischen Stadt Kaunas.